# Rybník Strašidlo
Rybník Strašidlo este o arie protejată (arie specială de conservare — SAC, sit de importanță comunitară — SCI) din Republica Cehă întinsă pe o suprafață de 3,32 ha, integral pe uscat.

## Localizare
Centrul sitului Rybník Strašidlo este situat la coordonatele 50°23′43″N 15°27′14″E / 50.395278°N 15.453889°E.

## Înființare
Situl Rybník Strašidlo a fost declarat sit de importanță comunitară în noiembrie 2009 pentru a proteja 1 specie de animale. Situl a fost protejat și ca arie specială de conservare în noiembrie 2013.

## Biodiversitate
Situată în ecoregiunea continentală, aria protejată nu include niciun habitat protejat.
La baza desemnării sitului se află o specie protejată de  amfibieni: buhai de baltă cu burta roșie (Bombina bombina).